# Davide Persico
Davide Persico (* 1. April 2001 in Cene) ist ein italienischer Radrennfahrer.

## Sportlicher Werdegang
Nach dem Wechsel in die U23 wurde Persico 2020 Stagiaire beim Team Colpack Ballan, bevor er zur Saison 2021 festes Mitglied im Team wurde. Bereits im ersten Jahr verpasste er auf der ersten Etappe des Adriatica Ionica Race als Zweiter nur knapp seinen ersten Erfolg bei einem UCI-Rennen. 2021 siegte er in der Coppa San Geo. In der Folgesaison gewann er den Circuito del Porto. Mit dem Gewinn der Popolarissima fügte er in der Saison 2023 einen weiteren Sieg seinem Palmarès hinzu. Im Verlauf der Saison gewann er die Coppa San Geo und eine Etappe der Tour of Istanbul und erhielt einen Vertrag beim belgischen UCI ProTeam Bingoal WB, für das er bereits am Jahresende als Stagiaire einige Rennen bestritt.
In die Saison 2024 startete Persico mit einem zweiten Etappenplatz bei der Tour Colombia. Seinen ersten Sieg als Radprofi erzielte er mit dem Gewinn der sechsten Etappe der Tour of Qinghai Lake.

## Familie
Davide Persico ist der jüngere Bruder von Silvia Persico.

## Erfolge
2022
- Circuito del Porto

2023
- Popolarissima
- eine Etappe Tour of Istanbul

2024
- eine Etappe Tour of Qinghai Lake